# 齿唇台钱草
齿唇台钱草（学名：Suzukia luchuensis），又名琉球鈴木草，为唇形科台钱草属下的一种多年生草本植物，分佈於琉球群島、綠島、蘭嶼。莖匍匐，長20-60公分，節上生根，方形，密被毛。葉對生，葉柄長0.5-2公分，葉片圓形至卵形，長寬1-2公分，齒緣。花呈淺紫色。